# Julio Muñoz Gijón
Julio Muñoz Gijón (Sevilla, 1981) es un escritor de novela negra y periodista español. Ha trabajado como reportero de televisión en programas como España Directo de TVE, Andaluces por el mundo de Canal Sur y otros emitidos por Antena 3 y La Sexta. El 11 de mayo de 2011 presentó un reportaje junto a Mercedes Torre en el que se emitieron las imágenes en directo del derrumbamiento del campanario de una iglesia en Lorca tras la segunda réplica del terremoto que se produjo ese mismo día en la localidad. En 2014, trabajaba como redactor jefe de SEFUTBOL, medio oficial de la Selección Española de Fútbol.

## Obra literaria
Como escritor, es el autor de la novela de género policiaco El asesino de la regañá, cuya acción se desarrolla en Sevilla, y en la que se plantea el conflicto que se produce en dicha ciudad entre aquellos apegados a las costumbres y tradiciones, como la Semana Santa, la arquitectura tradicional representada por La Giralda y la Catedral, o la moda flamenca, y los que desean abrir la ciudad a nuevos estilos, simbolizados en la novela por la Torre Pelli y el Metrosol Parasol de la Plaza de la Encarnación. Consecuencia de este conflicto tienen lugar en el relato una serie de asesinatos con contenido simbólico que la policía intenta desentrañar. Asimismo a lo largo de sus páginas aparecen diferentes personajes inspirados en otros reales que exponen sus opiniones sobre la urbe y las tendencias modernas en las diferentes artes.
Su novela El asesino de la regaña, forma parte de una trilogía, la segunda parte se desarrolla en la Feria de Abril y lleva por título El crimen del palodú, la tercera parte titulada El prisionero de Sevilla Este, fue publicada en 2014, parte de la acción transcurre en unas catacumbas ocultas en los subterráneos del Palacio de Congresos y Exposiciones de Sevilla.
En 2023, decidió probar suerte en el mundo de los realities, participando en Traitors España, en el cual empezó siendo "fiel" pero aceptando la proposición de los "traidores" de convertirse en uno de ellos, llegando a ser el quinto eliminado de la competición.

## Novelas
- El asesino de la regañá (Editorial Almuzara, 2012).
- El crimen del palodú (Editorial Almuzara, 2013).[Nota 2]
- El prisionero de Sevilla Este (Editorial Almuzara, 2014)
- El misterio del perro, la mermelada y el cantante (Editorial Almuzara, 2014)
- Un hombre-lobo en El Rocío (El Paseo Editorial, 2016)[12]
- Operación chotis en adobo (Ediciones Martínez Roca, 2017).[13]
- El enigma del Evangelio "Triana" (El Paseo Editorial, 2018)
- Tinnitus (3 horas de vida) (El Paseo Editorial, 2019)
- La profecía del malaje (El Paseo Editorial, 2020)
- El increíble robo del informe "Rinconcillo" (El Paseo Editorial, 2021)
- El diario del asesino de la regañá (El Paseo Editorial, 2022)
- True Crime (El Paseo Editorial, 2023)
- El jartible oscuro (El Paseo Editorial, 2024)